# Аугсбургер (порода кур)

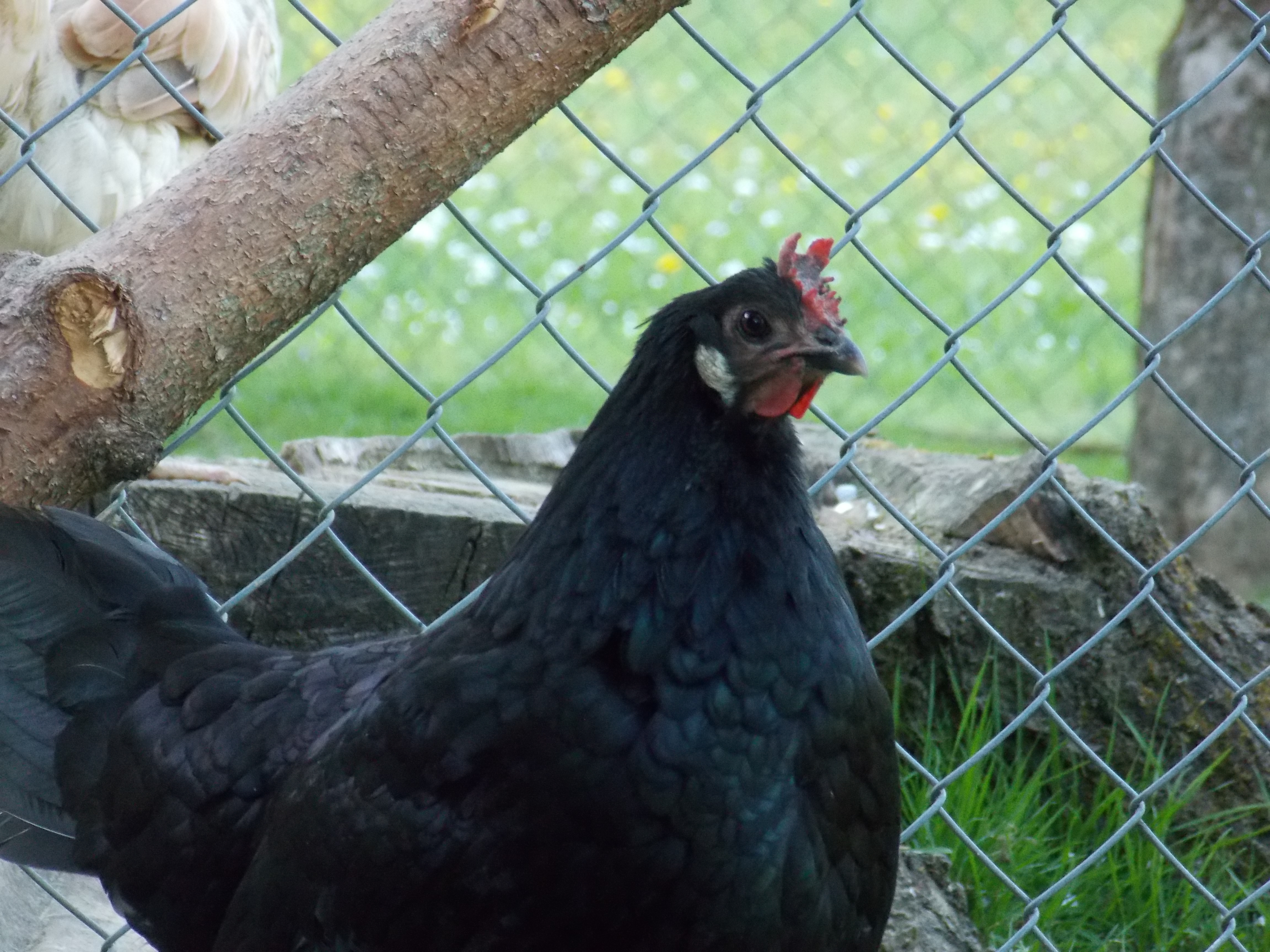
Молодая курица породы аугсбургер

Аугсбургер (нем. Augsburger) — редкая немецкая порода кур, находящаяся под угрозой исчезновения. Считается мясо-яичной, отличается раздвоенным гребнем как у кур, так и у петухов. Происходит из одной из общин  агломерации Аугсбурга в швабском регионе земли Бавария на юге Германии и является единственной породой кур, выведенной в Баварии. Порода была выведена в XIX веке путём скрещивания французской породы ла флеш с неизвестной итальянской породой.

## История происхождения
Порода была выведена Юлиусом Мейером, проживавшем в небольшой общине Ханштеттен, ныне являющегося частью агломерации Аугсбурга, на юге Германии. В 1870 или 1880 году он скрестил птиц французской породы ла флеш, ценившейся за качество мяса, с неизвестной итальянской породой. Целью селекционера было вывести кур мясояичного направления. Первым породу описал Жан Бунгартц в 1885 году, отмечая, что особи породы равны итальянской куропатчатой по яйценоскости, не уступают некоторым французским породам по мясной продуктивности, и само мясо имеет хороший, сочный вкус. Порода распространилась по всей Германии, но с 1960 года стала исчезать из-за более высокопродуктивных специализированных кур. В настоящее время аугсбургер — очень редкая порода: по состоянию на 2013 год насчитывалось лишь 287 кур и 43 петуха во всём мире.
Порода внесена в красный список «Общества сохранения старых пород домашнего скота» и классифицируется как «находящаяся под угрозой исчезновения». Взрослые особи и яйца кур аугсбургер очень редки и продаются по высокой цене только заводчикам специально для дальнейшего разведения и сохранения породы.

## Описание
Порода с крепким здоровьем, куры редко болеют, птицы хорошо адаптированы к климатическим условиям Швабско-Баварского плоскогорья. Наиболее распространённый окрас — чёрный с зелёным отливом на некоторых перьях. После объединения Германии в 1990 году к стандарту был добавлен новый вариант окраски — сине-серый. Курица и петух имеют хорошо развитое брюшко. Бёдра мощные, ноги средней длины сине-серого цвета. Главной особенностью кур и петухов аугсбургер является необычный чашеобразный (также называемый короновидным) гребень, похожий на гребень породы красношапочная. Он начинает расти спереди над клювом, но разделяется после первого или второго зубца и заканчивается, постепенно закрываясь «короной» сзади. Мочки ушей белые и круглые.
Эта порода считается мясо-яичной; яйца и мясо отличаются особым вкусом. При хорошем разнообразном кормлении мясо аугсбургской курицы несколько тёмное и по вкусу напоминает мясо дичи. Масса кур-несушек составляет от 2 до 2,5 килограмм, петухов — от 2,3 до 3 кг. Средняя яйценоскость составляет от 150 до 180 белых яиц среднего размера в год, средний вес которых составляет 58 грамм.
Агсбургеры не могут конкурировать с современными кроссами домашней птицы благодаря более высокой яйценоскости или скороспелости последних. Из-за этого куры не пользуются особой популярностью.

## Карликовая форма
Примерно в 1930 году на короткое время было положено начало выведению карликовой формы породы. Позднее, примерно в 1958 году, Отто Кнопфлер из Аугсбурга снова начал разведение карликовой формы, при этом использовал крупную разновидность бетнамки и неизвестную породу кур. В 1963 и 1965 годах первые экземпляры были представлены на различных выставках. Карликовые аугсбургеры были официально признаны в 1975 году.
Карликовая форма бывает только чёрной. Масса петуха составляет 900 грамм, курицы — 800 грамм. Минимальная масса яиц, пригодных для инкубации — 35 грамм.